# Aeroporto di Atene-Ellinikon
L'aeroporto di Atene-Ellinikon, (a volte citato come Hellinikon - in greco Ελληνικόν) è stato l'aeroporto internazionale di Atene per sessant'anni, fino al 2001, quando venne sostituito dall'Elefthérios Venizélos. È situato nella cittadina di Elliniko, 7 chilometri a sud della capitale.
L'Hellinikon, secondo aeroporto di Atene per grandezza, possiede due piste e si affaccia sul mare. Il codice ICAO di questo aeroporto era LGAT, mentre il codice IATA era ATH (codici trasferiti al nuovo aeroporto).
L'aeroporto era diviso in due parti: la parte ovest e la parte est; quella ovest era della Olympics Airways (Terminal) e quella est era quella delle altre compagnie. L'aeroporto oggi è chiuso ma si può visitare esternamente; questo aeroporto fu il primo in Grecia e ha "fatto storia" per la compagnia di bandiera, la Olympics Airways. Si possono visitare i Terminal ovest ed est con torri di controllo e radar, inoltre si può vedere il panorama delle piste, con ancora degli aerei parcheggiati ad est, della Olympic Airways.
Il 6 aprile 2011 è stato inaugurato il nuovo Museo dell'Aviazione Civile dedicato alla Olympic Airways, compagnia aerea greca nata nel 1957 grazie a Onassis e chiusa a settembre 2009. Il Museo si trova al vecchio aeroporto Ellinikon al terminal dell'Olympic Airways.

## Storia
A Giugno 2016 esce la notizia che Atene ha venduto l'area dell'Hellinikon, l'ex aeroporto della capitale, a una cordata greco-emiratina-cinese per 915 milioni di dollari. Gli acquirenti hanno garantito pure 1,5 miliardi di investimenti per migliorie infrastrutturali all'area (strategicamente posizionata di fonte all'Egeo pochi chilometri a est del Pireo).
A Dicembre 2022 esce la notizia che l’aeroporto abbandonato di Atene sarà trasformato nel più grande parco costiero d’Europa.
A Giugno 2024 esce la notizia che l’ambizioso progetto riporterà in vita il sito obsoleto dell'Aeroporto Internazionale della città, che ha operato dal 1938 al 2001, prima che quello nuovo fosse inaugurato in tempo per le Olimpiadi estive del 2004.